# أبو دنيا (عزبة)

أبو دنيا، عزبة تابعة لقرية شباس الملح، التابعة لمركز دسوق، التابع لمحافظة كفر الشيخ في جمهورية مصر العربية.